# Аверешть (Нямц)
Аверешть, Аверешті (рум. Averești) — село у повіті Нямц в Румунії. Входить до складу комуни Іон-Крянге.
Село розташоване на відстані 280 км на північ від Бухареста, 51 км на схід від П'ятра-Нямца, 52 км на південний захід від Ясс.

## Населення
За даними перепису населення 2002 року у селі проживали 1042 особи, з них 1041 особа (99,9%) румунів. Рідною мовою 1041 особа (99,9%) назвала румунську.